# Мюнстер (Мозель)
Мюнсте́р (фр. Munster) — коммуна во французском департаменте Мозель региона Лотарингия. Относится к  кантону Альбестроф.

## Географическое положение

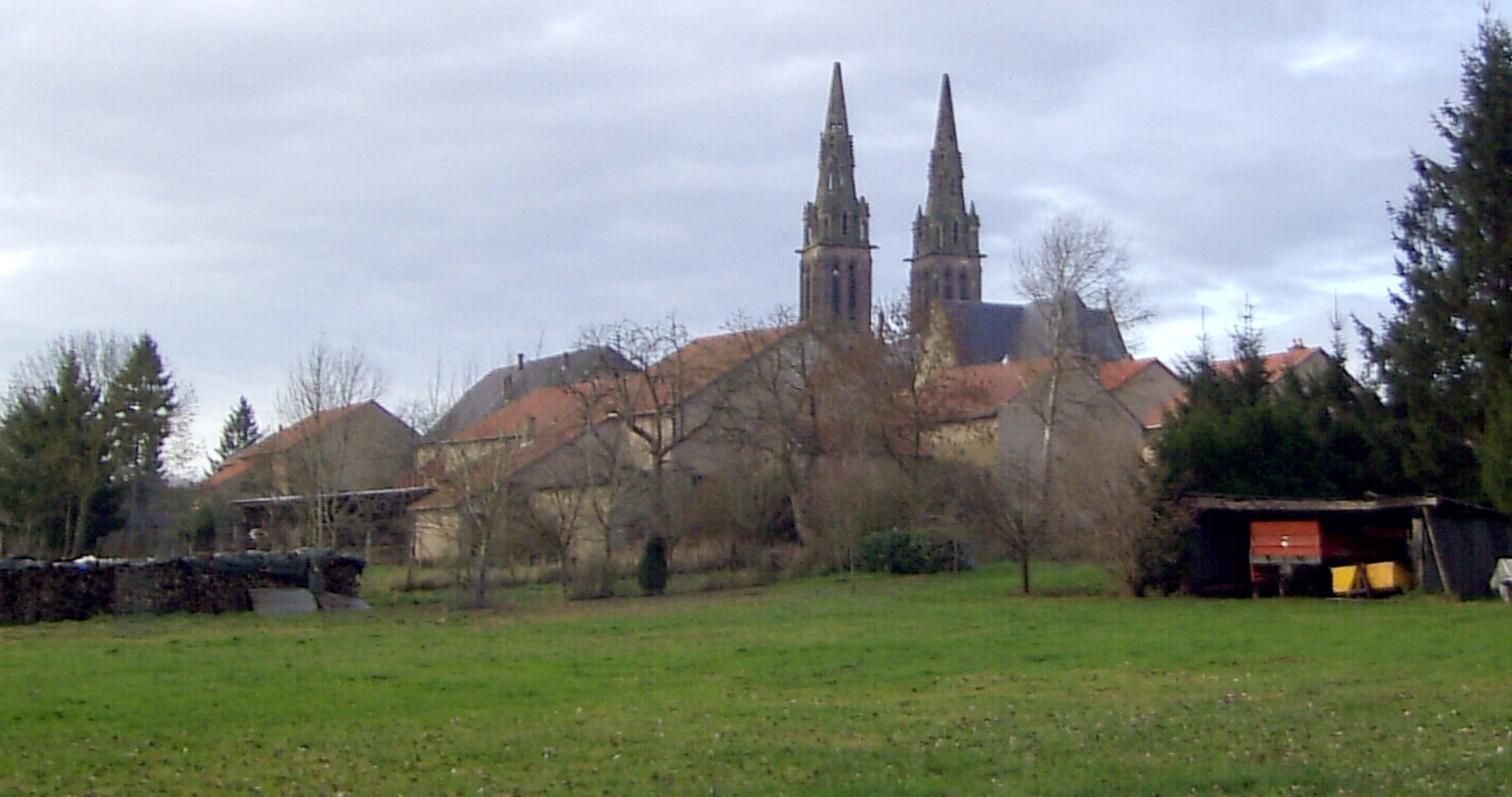
Вид на Мюнстер.

Мюнстер расположен в 60 км к юго-востоку от Меца. Соседние коммуны: Живрикур на северо-востоке, Виберсвиллер на востоке, Энсвиллер на юге, Лор на юго-западе, Торшвиль на западе, Альбестроф на северо-западе.

## История
- Деревня сильно пострадала во время религиозных войн и в ходе Тридцатилетней войны.
- До 1870 года до германской оккупации был в составе французского департамента Мёрт.
- В 1973-1983 годах входил в Альбестроф.

## Демография
По переписи 2007 года в коммуне проживало 212 человек.	

## Достопримечательности

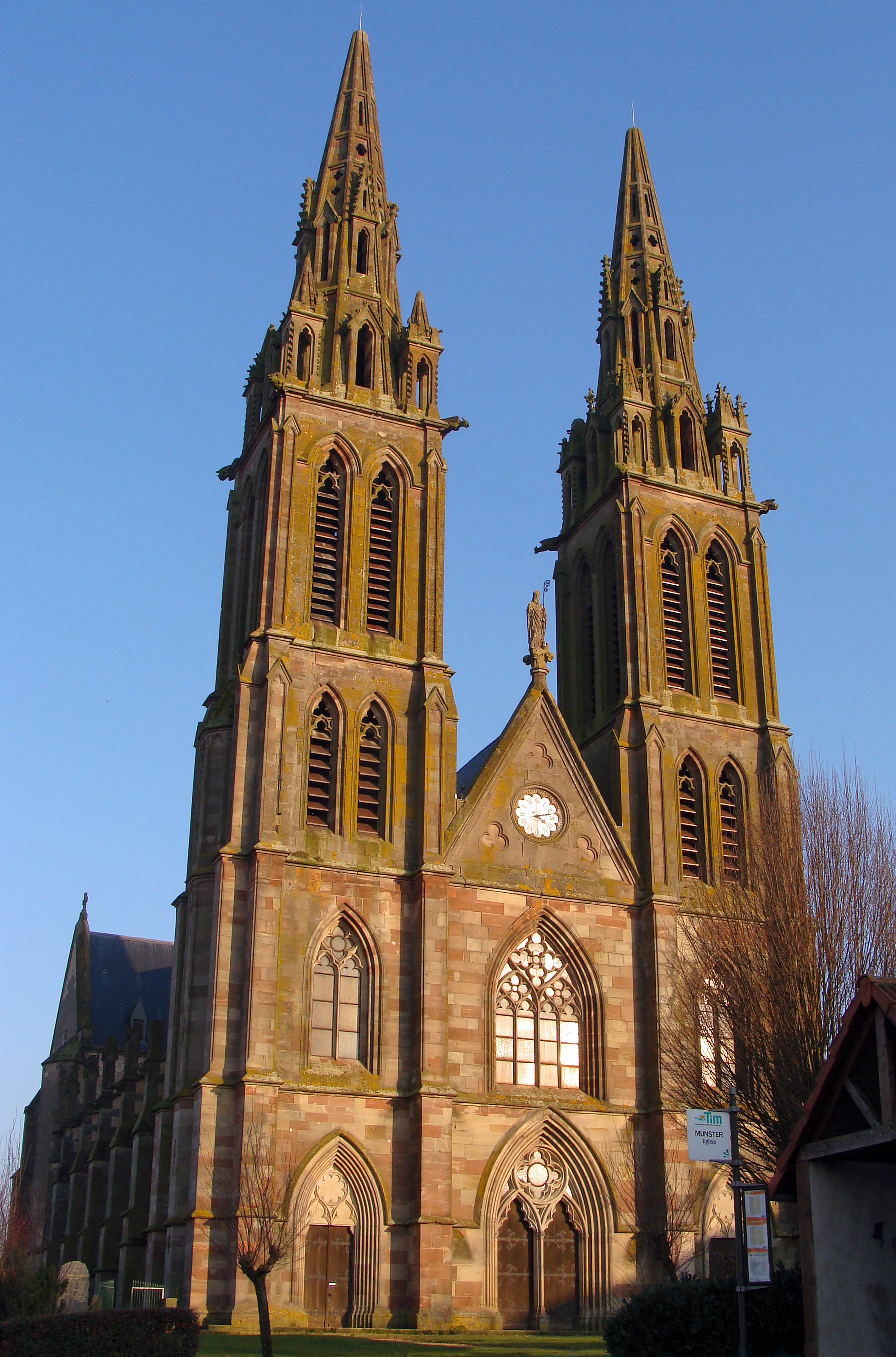
Собор святого Николая в Мюнстере.

- Коллегиальный собор святого Николая XIII века. Многие архитектурные особенности собора были использованы при строительстве американского собора в Денвере.